# Domagoj Duvnjak
Domagoj Duvnjak (Đakovo, 1988. június 1. –) horvát válogatott kézilabdázó, posztját tekintve irányító, de balátlövőként is szokott játszani. Jelenleg a német THW Kiel játékosa.
Pályafutását szülővárosa csapatában a HC Dakovo együttesében kezdte. 2006-ban az RK Zagrebhez került. Háromszoros horvát bajnok. 2009-ben Németországba, a Hamburg csapatához igazolt és amivel 2011-ben megnyerte a német bajnokságot. 2014-ben ott hagyta az anyagi problémákkal küzdő Hamburgot és a THW Kielhez szerződött át.
A horvát válogatottal számos tornán vett rész. A 2009-es vb-n, a 2008-as illetve a 2010-es Európa-bajnokságon ezüstérmet szerzett. 2020-as Európa-bajnokságon ezüstérmet szerzett és MVP-é választották.
| Szezon    | Csapat      | Bajnokság  | Mérkőzések | Gólok | Hetesek | Összes gól |
| --------- | ----------- | ---------- | ---------- | ----- | ------- | ---------- |
| 2009/10   | HSV Hamburg | Bundesliga | 34         | 110   | 1       | 109        |
| 2010/11   | HSV Hamburg | Bundesliga | 32         | 85    | 0       | 85         |
| 2009-2011 | Összesen    | Bundesliga | 66         | 195   | 1       | 194        |

## Sikerei

### Válogatottban
- Junior Európa-bajnokság
  - 1. hely: 2006
- Világbajnokság: 
  - 2. hely: 2009
- Európa-bajnokság
  - 2. hely: 2008, 2010

### Klubcsapatban
- Horvát bajnokság: 
  - 1. hely: (2007, 2008, 2009)
- Horvát-kupa: 
  - 1. hely: (2007, 2008, 2009)
- Bundesliga: 
  - 1. hely: (2011)
  - 2. hely: (2010)
- Német-kupa:
- Német szuperkupa: 
  - 1. hely: (2010)